# Die ehrlichen Kleiderseller zu Braunschweig

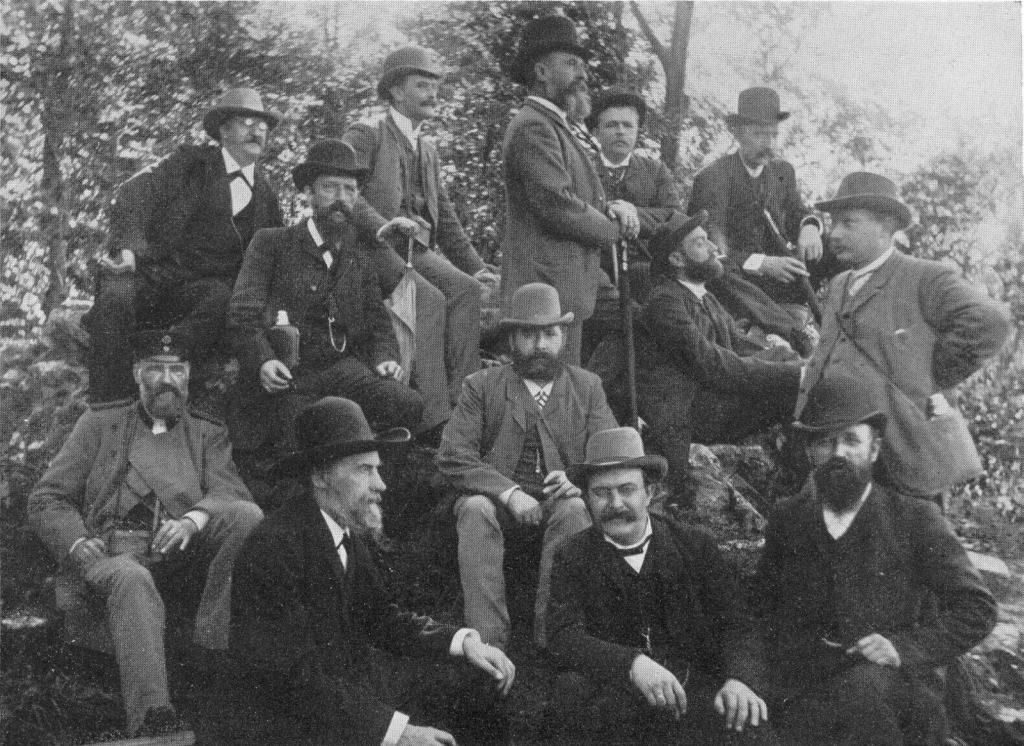
Die „Kleiderseller“ am 21. September 1890 (jeweils von links):
Dreiergruppe oben links: Johannes Fehn, Heinrich Stegmann, Otto Haeusler
Fünfergruppe oben rechts: Friedrich Brauns, von der Osten, Ulrich Kirchenpauer, Seeck, Bodenstein
Vorletzte Reihe von unten (sitzend): Adolf Bäbenroth, Thiel
Unterste Reihe: Wilhelm Raabe, Wilhelm Brandes, Heinrich Büssing

Die ehrlichen Kleiderseller zu Braunschweig, meist nur kurz „Kleiderseller“ genannt, sind eine gesellschaftliche Vereinigung, die 1859 in Braunschweig unter der Leitung des Privatgelehrten Carl Schiller gegründet wurde, um für ein noch zu gründendes Heimatmuseum erhaltenswerte Gegenstände der Kultur- und Heimatgeschichte aus Stadt und Land Braunschweig zu sammeln. Nach Eröffnung des Städtischen Museums im Jahre 1861 entstand aus der Gemeinschaft allmählich eine Stammtischrunde mit wechselnden Mitgliedern. Die große Zeit der „Kleiderseller“ war zwischen 1882 und 1892, als u. a. der Schriftsteller Wilhelm Raabe zu den Mitgliedern gehörte. Die Braunschweiger Kleiderseller dürften, da dieser Stammtisch immer noch besteht, einer der ältesten in Deutschland sein.

## Geschichte

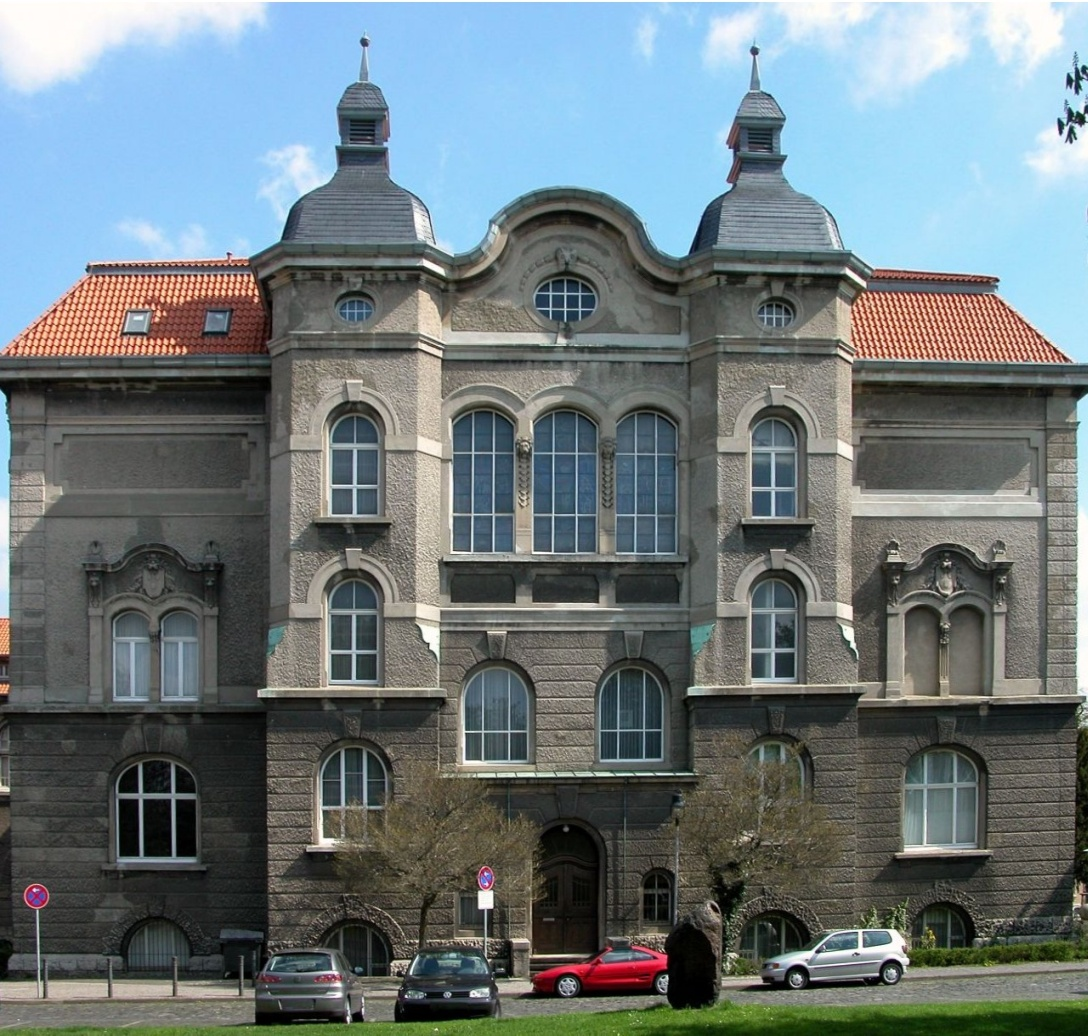
Städtisches Museum (Rückseite)

### Ursprung und Name
Die Stadt Braunschweig verfügte im Vorfeld ihrer 1000-Jahr-Feier im Jahre 1861 noch nicht über ein eigenes städtisches bzw. Heimatmuseum. Deshalb wurde 1859 vom Stadtmagistrat und der Stadtverordnetenversammlung die Einrichtung eines solchen bis zum Stadtjubiläum beschlossen. Zum Zwecke des Zusammentragens und Sammelns entsprechender Ausstellungsstücke trafen sich einige Persönlichkeiten der Stadt unter der Leitung des Privatgelehrten und späteren ersten Leiters des Städtischen Museums Carl Schiller. In scherzhafter Anlehnung an die Tätigkeit der Altwarenhändler und Trödler, die in Braunschweig „Kleiderseller“ genannt wurden, gab man sich den Namen „Die ehrlichen Kleiderseller zu Braunschweig“. 
Zu den ersten Mitgliedern gehörten Wilhelm Brandes sowie Ludwig Hänselmann. Über weitere frühe Mitglieder oder das genaue Gründungsdatum der Kleiderseller ist nichts bekannt, da es sich nicht um einen Verein (mit Mitgliederverzeichnis und Protokollen) handelte, sondern um eine lose gesellschaftliche Runde, deren Mitglieder zum Teil schnell wechselten und unregelmäßig teilnahmen.

### Ziele
Vorrangige Ziele der Kleiderseller waren zunächst Aufbau und Förderung des zu gründenden Museums durch Zusammentragen und Sammeln erhaltenswerter Ausstellungsstücke zur Kultur- und Heimatgeschichte der Stadt und des Herzogtums Braunschweig.

### Wandlung
Nachdem das Städtische Museum 1861 pünktlich zur 1000-Jahr-Feier eröffnet worden und die Hauptaufgabe der Kleiderseller damit erfüllt war, wandelte sich allmählich die Zusammensetzung der Mitglieder sowie auch der Zweck der Gemeinschaft bzw. ihrer Treffen. Carl Schiller war nun ehrenamtlich bei den Treffen anwesend, die zu Beginn der 1870er Jahre zu einer unkonventionellen Stammtischrunde wurden. Zu dieser Zeit traf man sich in verschiedenen Gastwirtschaften, darunter „Zum Gieseler“, „Johanniskeller“ und, nachdem diese 1875 abgerissen worden war, im „Ulrici“ im Sack, schließlich in „Holsts Garten“. Heute existiert keine mehr von ihnen.

### Wilhelm Raabe in Braunschweig
1870 zog der Schriftsteller Wilhelm Raabe nach Braunschweig und wurde bereits wenig später, am 15. Dezember 1870, durch Ludwig Hänselmann Mitglied der Kleiderseller. Etwa im Jahre 1878 wurde auch der aus den USA nach Braunschweig zurückgekehrte Theodor Steinweg Mitglied der geselligen Runde. Bis 1881 jedoch begann die Mitgliederzahl aus den verschiedensten Gründen geringer zu werden. Die Wende kam jedoch 1882 mit der Entscheidung, als künftigen Treffpunkt der Kleiderseller das Wirtshaus „Grüner Jäger“ zu nehmen.

### „Zum Grünen Jäger“ und „Kleidersellerweg“

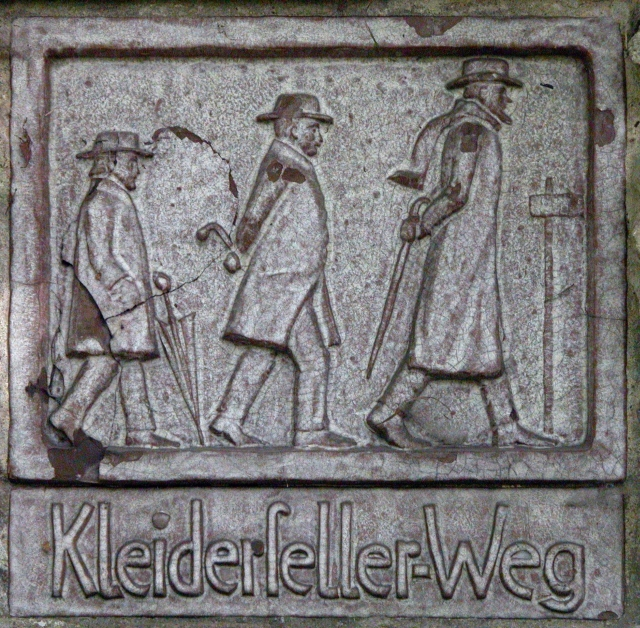
Gedenktafel „Kleiderseller-Weg“

Der Kleiderseller-Stammtisch traf sich daraufhin zwischen 1882 und 1892 jeden Donnerstag im Ausflugslokal „Grüner Jäger“ im Osten Braunschweigs, vor den Toren der Stadt. Ein gemeinsamer Spaziergang brachte die Mitglieder dorthin. Dieser Spaziergang führte jeweils über denselben Weg am Kloster Riddagshausen vorbei. Am 10. Oktober 1949 erhielt dieser Weg deshalb den Namen „Kleidersellerweg“. In der Klostermauer, entlang derer der Weg teilweise verläuft, befindet sich eine Gedenktafel an die Spaziergänger.
Die Treffen im „Grünen Jäger“ fanden jedoch ein jähes Ende, als Gertrud Raabe, Wilhelm Raabes jüngste Tochter, am 24. Juni 1892 im Alter von nur 16 Jahren starb. Daraufhin erschien ihr Vater nicht mehr zu den Treffen (angeblich deshalb, weil er es nicht verwinden konnte, weiter den Weg  zum „Grünen Jäger“ entlang zu wandern, da dieser direkt am Friedhof vorbeiführte, auf dem Gertrud beigesetzt war).
Erst ab dem 24. September traf man sich wieder – allerdings jetzt an relativ schnell wechselnden Orten, so z. B. im Gewandhaus und im Großen Weghaus in Klein Stöckheim.

### Fortbestand bis in die Gegenwart
Im Laufe der Jahre verstarben die „alten“ Stammtischteilnehmer und neue kamen statt ihrer. Die „Kleiderseller“ hatten sich jetzt zu einem Freundeskreis Wilhelm Raabes entwickelt, der die Erinnerung an Leben und Werk des 1910 verstorbenen Dichters wachhalten wollte. So überstand der Stammtisch auch den Ersten und den Zweiten Weltkrieg.

#### 100-jähriges Bestehen 1959

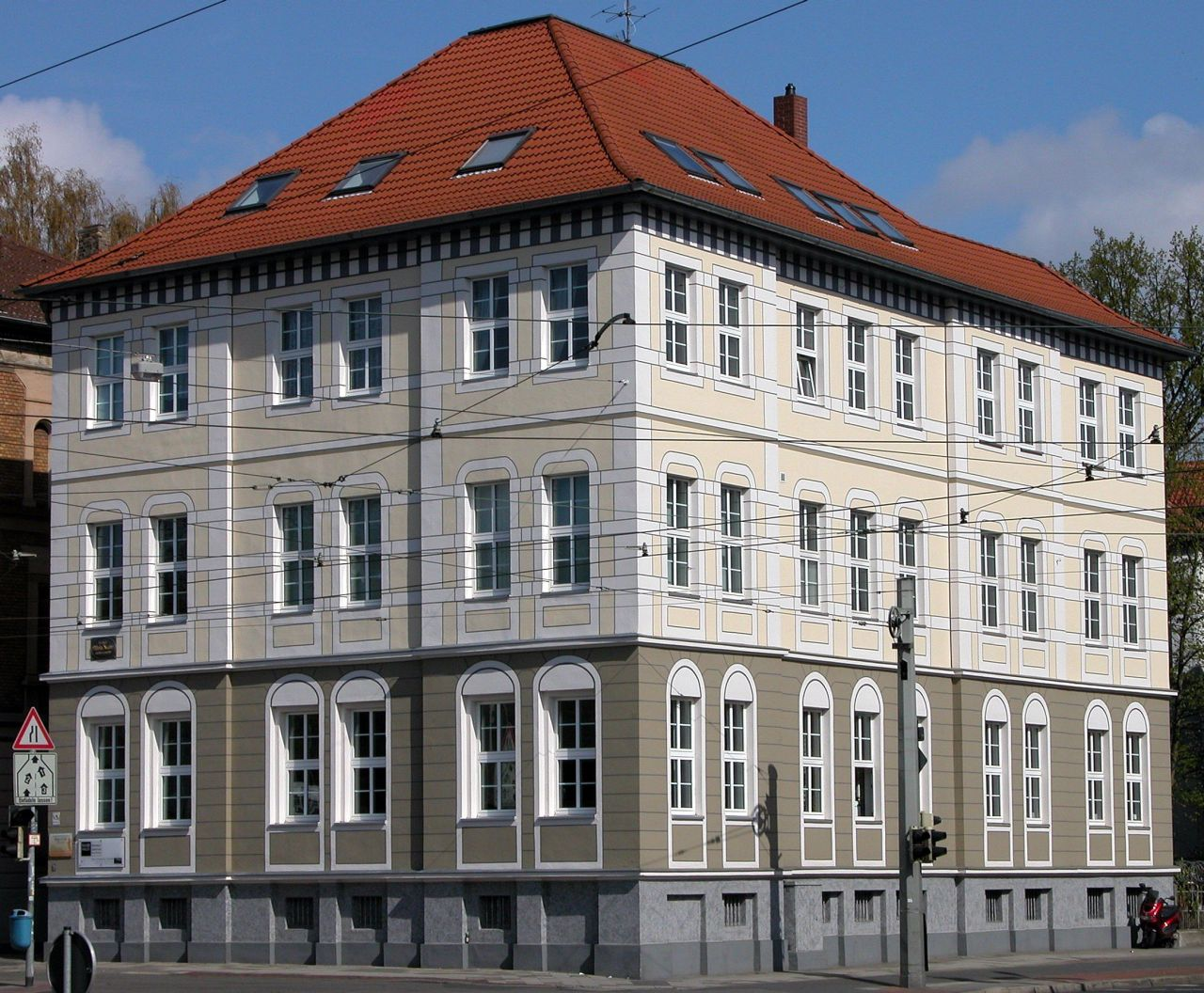
Das Raabe-Haus

Aus Anlass des 100-jährigen Bestehens der „ehrlichen Kleiderseller zu Braunschweig“ traf sich am 20. Juni 1959 zum ersten Mal seit Kriegsende wieder eine größere Gruppe von 19 Männern, um diesen Anlass zu begehen.
Die „Kleiderseller“ bestehen auch weiterhin und treffen sich heute im „Raabe-Haus“, dem zum Museum umgebauten letzten Wohnsitz Wilhelm Raabes, Leonhardstraße 29a, in Braunschweig.

### Mitglieder
Zu den ca. 200 Mitgliedern seit der Gründung der Kleiderseller gehör(t)en u. a.:
- Bernhard Abeken, Jurist, Schriftsteller und Journalist, Mitglied des Reichstages und des Braunschweigischen Landtages
- Heinrich Beckurts, Chemiker
- Ernst Bergfeld, Schriftsteller und Bibliothekar
- Gustav Bohnsack, Architekt, Baurat und Hochschullehrer
- Wilhelm Brandes, Altphilologe und Biograf Wilhelm Raabes
- Heinrich Büssing, Erfinder und Unternehmer (Büssing AG)
- Josef Daum, Direktor der Universitätsbibliothek Braunschweig und Honorarprofessor an der Technischen Hochschule Braunschweig
- Otto Elster, Journalist, Historiker und Schriftsteller
- Louis Engelbrecht, Rechtsanwalt und Schriftsteller
- Franz Fuhse, Historiker, von 1898 bis 1932 Direktor des Städtischen Museums Braunschweig
- Wilhelm Grotrian, Pianofabrikant (Grotrian-Steinweg)
- Christian Friedrich Georg Wilhelm Habich, Bildhauer
- Ludwig Hänselmann, Historiker und Archivar
- August Hermann, Lehrer, Schriftsteller und zusammen mit seinem Kollegen Konrad Koch Pionier des Schulsports
- Kurt Hoffmeister, Schriftsteller und Historiker
- Karl Hoppe, Professor an der Technischen Hochschule Braunschweig
- Rudolf Huch, Jurist und Schriftsteller; Bruder von Ricarda Huch
- Robert Jordan, Journalist und Schriftsteller
- Konrad Koch, Lehrer, führte das Fußballspiel in Deutschland ein
- Heinrich Mack, Direktor des Braunschweiger Stadtarchivs und der Stadtbibliothek.
- Paul Jonas Meier, Archäologe und Direktor des Herzog Anton Ulrich-Museums
- Gustav Milchsack, Direktor der Herzog August Bibliothek in Wolfenbüttel
- Ludwig Popp, Bakteriologe, Honorarprofessor an der Technischen Hochschule Braunschweig
- Wilhelm Raabe, Schriftsteller
- Albert von Rhamm, Jurist, Mitglied des Landtages, Amtsrichter, Landessyndikus
- Ernst August Roloff, Professor an der Technischen Hochschule Braunschweig, Mitglied des Landtages des Freistaates Braunschweig
- Curt Rühland, Jurist
- Carl Schiller, Historiker und ehrenamtlicher Leiter des Städtischen Museums Braunschweig
- Wilhelm Scholz, Schriftsteller, Antiquar und Redakteur
- Gerhard Seidler, Jurist, zuletzt Präsident des Oberlandesgerichts Braunschweig
- Kurd Semler, Jurist, 1952–1954 Oberbürgermeister der Stadt Braunschweig
- Heinrich Stegmann, Ingenieur, Direktor der Eisenbahnsignal-Bauanstalt Max Jüdel & Co.
- Theodor Steinweg, Klavierbauer
- August Stock, Theologe, Pfarrer an der Katharinenkirche
- Albert Trapp, Pädagoge, Hochschullehrer, Schriftsteller und Historiker
- Ludwig Winter, Architekt und Stadtbaurat in Braunschweig
- Paul Zimmermann, Leiter des Landeshauptarchivs, von 1901 bis 1924 Vorsitzender des „Geschichtsvereins für das Herzogtum Braunschweig“
- Franz Zwilgmeyer, Jurist und Soziologe

Interessanterweise rekrutier(t)en sich die Kleiderseller zu einem großen Teil aus (ehemaligen) Lehrern und/oder Schülern zweier Braunschweiger Gymnasien – dem Martino-Katharineum und dem Wilhelm-Gymnasium.